# شركة كالاندو
إدراج علم التداوي شركة.,الآن: شركة المستحضرات الصيدلانية كالاندو., هي شركة الأبحاث الطبية الّتي تستخدم التقنية الحيوية النانوية المتخصّصة في العوامل العلاجية المترافقة ,لتسهيل وتعزيز توصيل الدواء .الشركة الصغيرة تأسّست في 2000, تقع في باسادينا, كاليفورنيا ,والأغلبيّة تمتلكها مؤسسة بحوث السهم .
المرافقات تتكوّن من سيكلوديكسترين الحاوي على البوليمر (سيكلوسيرت) الّذي يعمل كنظام توصيل الدواء, ودواء مرتبط, مثل العلاج الكيميائي بالدواء الّذي أثبت كفاءته.
حجم البوليمير تمّ تصميمه لتناسب هدف محدّد, بينما الأوعية الدموية في الأورام تسمح بتسرّب حجم مختلف من البوليمرات, كما هو الحال في الانسجة السليمة. المرافقات المتسرّبة تتركّز في المناطق المستهدفة ,نتيجة لذلك نشاط العلاج الكيميائي تحسّن محلياً, في حين أنّ الآثار الجانبية العامة انخفضت.
على الأقلّ واحد من المرافقات , IT-101 ,تمّ التحقّق منه في تجربة طبية في المركز الوطني الطبي لمدينة الأمل .

## وصلات خارجية
- شركة المستحضرات الصيدلانية كالاندو. كانت شركة إدراج علم التداوي.
- شركة سيروليان للأدوية. IT-101 المرخص له.